# Zooxantheller
Zooxantheller er den uofficielle fællesbetegnelse for organismer, der lever i symbiose med den særlige alge-slægt Symbiodinium.

## Alge-slægtenSymbiodinum
Symbiodinum er den største og mest udbredte slægt blandt de endosymbiotiske dinoflagellater. At algen er endosymbiotisk, betyder at den lever i kroppen eller cellerne på en anden organisme. Velkendte eksempler på endosymbiotiske livsformer er knoldbakterier eller Menneskets egen tarmflora af forskellige bakterier, som vi næppe ville kunne leve foruden. Dinoflagellater hedder også furealger og Symbiodinum kaldes også for zooxanthellae. Af den grund kaldes en organisme, som lever i symbiose med Symbiodinum også for en zooxanthel og i flertal zooxantheller.

## Eksempler
Det vel nok mest kendte eksempel på en zooxanthel organisme er koraller. De fleste tropiske koraller på lavt vand er zooxantheller. Det er dog imidlertid ikke alle koraller der er zooxantheller, men de fleste varmt-vands koraller er. Mange arter af blødkoraller indeholder ikke zooxantheller; de går indimellem under den uofficielle betegnelse azooxantheller.

## Kontrovers om navne
Alle disse mange besværlige navne og kategorier giver dog ofte anledning til en hel del forvirring, og forvirringen er kun blevet større ved introduktionen af 'zooxanthellae' og de deraf afledte navne og grupperinger. Således har man med tiden udvidet zooxantheller, til også at omfatte organismer der lever med andre endosymbiotiske alger og organismer end lige Symbiodinum; både andre dinoflagellater og endda kiselalger. Nogle inddeler desuden især korallerne i zooxantheller og azooxantheller, alt efter om de lever i symbiose med alger eller ej. Det er en uvidenskabelig opdeling, som kan give anledning til endnu mere forvirring. Flere har derfor givet udtryk for, at man slet ikke bør introducere ordet 'zooxanthellae' og de heraf afledte ord, begreber og opdelinger overhovedet. Dette er en udbredt holdning indenfor videnskabelige kredse i hvert fald.